# Francesco Carta
Francesco Carta (Vicenza, 15 aprile 1936) è un ex calciatore italiano, di ruolo difensore.

## Carriera
Debutta in Serie B nella stagione 1958-1959 con il Marzotto Valdagno, disputando tre campionati cadetti per un totale di 66 presenze, e un altro campionato di Serie C.
Nel 1962 passa alla Sanremese giocando per un'altra stagione in Serie C.